# Kamiel Maase
Kamiel Maase (né le 20 octobre 1971 à Nimègue) est un athlète néerlandais spécialiste du 10 000 mètres, du marathon et du cross-country.

## Palmarès

### Championnats d'Europe de cross-country
- Championnats d'Europe de cross-country 2001 à Thoune, Suisse
  -  Médaille de bronze du cross long

### Universiade
- Athlétisme à l'Universiade d'été de 1997 à Catane, Italie
  -  Médaille d'or du 10 000 mètres